# Pterinochilus lugardi
Pterinochilus lugardi är en spindelart som beskrevs av Pocock 1900. Pterinochilus lugardi ingår i släktet Pterinochilus och familjen fågelspindlar. Inga underarter finns listade i Catalogue of Life.